# Ángel Montes de Oca
Ángel Montes de Oca (nacido el 18 de febrero de 2003 en San Juan de la Maguana, República Dominicana) es un futbolista profesional de República Dominicana, se desempeña en el terreno de juego como mediocampista y su actual equipo es el Cibao FC de la Liga Dominicana de Fútbol.

## Trayectoria
Empezó a jugar fútbol a los 8 años en su pueblo natal San Juan de la Maguana. A los 12 años inicia a jugar con el Barca Academy de Santo Domingo, ahí duró hasta los 16 años y pasa al Nacional FC con el que disputó varios torneos entre ellos el Torneo Nacional Sub-18 de Fedofútbol donde queda como máximo goleador del torneo.
Se incorporó a las filas del Cibao FC, club con el que firma su primer contrato profesional y debuta en la Liga Dominicana de fútbol el 11 de marzo de 2022. Marcó su primer gol profesional en la LDF el 19 de marzo de 2022 en el clásico Cibao FC vs Atlético Pantoja.

## Selección nacional
Debutó con la selección absoluta de la República Dominicana el 10 de septiembre de 2024 frente a Dominica, partido correspondiente a la Liga de Naciones de la Concacaf 2024-25. Disputó los Juegos Olímpicos de París 2024 con la selección sub-23 de República Dominicana bajo la dirección de Ibai Gómez.

### Participaciones en Juegos Olímpicos
| Juegos Olímpicos               | Sede    | Resultado      | Partidos | Goles |
| ------------------------------ | ------- | -------------- | -------- | ----- |
| Juegos Olímpicos de París 2024 | Francia | Fase de grupos | 2        | 1     |

## Clubes
Actualizado al último partido disputado el 4 de diciembre de 2024.
| Club     | País                 | Año   | Partidos | Goles |
| -------- | -------------------- | ----- | -------- | ----- |
| Cibao FC | República Dominicana | 2022- | 53       | 2     |

## Palmarés

### Títulos nacionales
| Título                          | Club     | País                 | Año  |
| ------------------------------- | -------- | -------------------- | ---- |
| Liga Dominicana de Fútbol       | Cibao FC | República Dominicana | 2022 |
| Liga Dominicana de Fútbol       | Cibao FC | República Dominicana | 2023 |
| Liga Dominicana de Fútbol       | Cibao FC | República Dominicana | 2024 |
| Copa de la República Dominicana | Cibao FC | República Dominicana | 2025 |

### Distinciones individuales
| Distinción                                                     | Año  |
| -------------------------------------------------------------- | ---- |
| Incluido en el Once ideal del Campeonato Sub-20 de la Concacaf | 2022 |